# William Parks
William Arthur Parks (ur. 11 grudnia 1868 w Hamilton, zm. 3 października 1936 w Toronto) – kanadyjski geolog i paleontolog. 

## Życiorys
Rok po uzyskaniu w 1892 tytułu Bachelor of Arts rozpoczął pracę w University of Toronto, gdzie wykładał geologię i paleontologię. W 1900 otrzymał tytuł Doctor of Philosophy, a w 1922 został profesorem i dyrektorem wydziału geologii University of Toronto. Był także jednym z założycieli i pierwszych dyrektorów Royal Ontario Museum oraz członkiem Royal Society. Opublikował około 80 prac naukowych – w swoich badaniach zajmował się głównie dinozaurami, paleozoicznymi bezkręgowcami oraz kanadyjskimi kamieniami budowlanymi i ozdobnymi. Opisał siedemnaście gatunków dinozaurów, z których w 2005 roku za ważne uznawano pięć. 
Na jego cześć nazwany został niewielki ornitopod Parksosaurus (początkowo opisany przez Parksa jako Thescelosaurus).